# 富永次郎
富永 次郎（とみなが じろう 1909年4月23日 - 1969年7月14日）は、日本の美術評論家。

## 生涯
東京本郷に生まれる。富永太郎は兄、富永三郎は弟。1925年（大正14年）12月旧制成城第二中学校4年のとき、兄太郎死去。1927年（昭和2年）富永太郎詩集を没後出版。旧制成城高等学校で大岡昇平や古谷綱武と知り合い、1929年（昭和4年）4月、同人雑誌『白痴群』創刊時に、同人として参加。同誌は、編輯人を河上徹太郎が務め、村井康男とその門下生たち、中原中也が創作や翻訳を寄せるものであった。京都帝国大学文学部美学科卒業。1940年（昭和15年）小説『黄昏暦』を出版。そのほかに美術書、こども向けの美術案内書の著作がある。戦後は成城大学教授を務めた。

## 著書
- ダ・ヴィンチ 玉川学園出版部、1932
- マネ アトリエ社、1939
- 黄昏暦 大観堂書店、1940
- 西洋美術文庫 第9巻 マネ アトリエ社、1940
- 南の友 六合書院、1942
- 藝術と現実 評論集 無何有書房、1942
- 渡邊崋山の道 敎養社、1943
- 生活と造形 高桐書院、1947
- ゴッホ 炎の画家 ポプラ社、1952
- レオナルド・ダ・ヴィンチ 芸術と科学の先駆 偕成社、1953
- 玉川こども百科 5 玉川大学出版部、1953
- 世界文化史物語 偕成社、1954
- 北斎 浮世絵の巨匠 偕成社、1954
- きみの意見わたくしの意見 共著 東西文明社、1954
- 美術のたのしみ  三笠書房、1955
- 中国むかしばなし 1年生（絵を担当） 宝文館、1955
- 現代女性講座 生活の智慧 第4 角川書店、1955
- 日本のこころ 4年生 共著（「名だかいたてもの」を執筆）小峰書店、1955
- 日本の誇り 1～3 三十書房、1955-1956
- 日本の美術をたかめた人々 東西文明社、1956
- 美術のおもしろさ 東西文明社、1956
- 失われた季節 一日本人の記録 角川書店、1956
- 美のくに日本 誠文堂新光社、1956
- かぐや姫 ポプラ社、1957
- 偉人の少年時代 8 共著（ミレーを執筆） 金の星社、1957
- ひらかなミレー 金の星社、1957
- ミケランジェロ あかね書房、1959
- 日本のこころ 5年生 共著（「日本のふるさと」を執筆）小峰書店、1959
- 新・職場読本 一等サラリーマンへの道 学灯社、1960
- 少年少女世界伝記全集 6(フランス編) 共著（ミレーを執筆） 講談社、1960
- 日本の菓子 社会思想研究会出版部、1961
- 北海道旅行 秋元書房、1961
- 美しき街と里への旅 共著（倉敷を執筆）秋元書房、1961
- 少年少女世界伝記全集 8(南欧編) （ダ・ビンチを執筆） 講談社、1961
- ダ・ビンチ 万能の天才 偕成社、1961
- 少年少女世界めぐり 4年生 地球と自然のすがた 実業之日本社、1961
- 裏日本ベスト12コース 秋元書房、1965
- 偉人の少年時代 第8集 共著（フランソワ・ミレーを執筆） 金の星社、1965
- 雪舟 ポプラ社、1967
- 東北周遊券旅行 秋元書房、1967
- 北海道・東北周遊券旅行 秋元書房、1969
- 汽笛一声 鉄道100年 共著（「奇蹟」を執筆）実業之日本社、1972